# Milla Jansen
Milla Jansen (29 novembre 2006) è una nuotatrice australiana, specializzata nello stile libero.

## Biografia
Ha conquistato un argento e un bronzo ai mondiali in vasca corta di Budapest 2024 e due medaglie d'oro ai mondiali in vasca lunga di Singapore 2025, sempre in staffetta.

## Palmarès
- Mondiali

Singapore 2025: oro nella 4x100m sl e nella 4x200m sl.
- Mondiali in vasca corta

Budapest 2024: argento nella 4x100m sl, bronzo nella 4x200m sl.
- Mondiali giovanili

Netanya 2023: oro nella 4x100m sl, nella 4x100m misti e nella 4x100m sl mista, argento nei 100m sl.